# 天使と悪魔
『天使と悪魔』（てんしとあくま、Angels & Demons）は、ダン・ブラウン著のサスペンス小説。「ロバート・ラングドン」シリーズ第1作。アメリカでのポケット・ブックス社発売は2000年だが、日本ではそれに追って2003年、角川書店から上下巻で発売された。日本語版の翻訳者は越前敏弥。同じくダン・ブラウンの著書『ダ・ヴィンチ・コード』が映画化されるに際し、上中下巻に分冊した文庫版が売り上げを伸ばしたことから、本作も2006年に文庫版上中下巻3冊が発売された。2016年には日本語版で荻野晴朗と〆野潤子の朗読によるオーディオブックがデータ配信でAudibleにて配信。
なお、『ダ・ヴィンチ・コード』に続いて同名で映画化された。

## 概要
本作の舞台はバチカン市国を含むローマ。秘密結社イルミナティを名乗る者が起こす殺人を阻止するため、主人公のラングドンが町を駆け巡る。
なお本作では、14世紀から16世紀の人物のガリレオ、ミケランジェロ、ベルニーニ、ラファエッロがイルミナティのメンバーであったとされているが、イルミナティはそれより以後の17世紀に創設されているため、作中の設定は本作独自のものとなっている。
小説の発表は『天使と悪魔』、『ダ・ヴィンチ・コード』の順だが、映画の製作は『ダ・ヴィンチ・コード』の方が早かったため、映画においては物語の進行が逆転している。

## あらすじ
ハーバード大学のロバート・ラングドン教授は、ある日セルンの所長、マクシミリアン・コーラーからとあるアンビグラムの紋章についての説明を求められる。その紋章は、同研究所の科学者レオナルド・ヴェトラが何者かによって殺害された際、彼の胸に焼印として押されていたものだった。レオナルドは最近、核エネルギーを凌駕する反物質の生成に成功しており、その反物質も犯人によって盗まれていたことが判明する。ラングドンはその紋章を、伝説的な秘密結社・イルミナティのものと断定するが、犯人と結びつけることには躊躇していた。彼は手がかりを求め、殺害されたレオナルドの娘、ヴィットリア・ヴェトラとともにローマへと向かう。
一方ローマでは、新しい教皇を選出するコンクラーベの真っ最中であった。にもかかわらず、新教皇の有力候補（プレフェリーティ）の4人が揃って失踪していることに、コンクラーベ進行役の枢機卿であるモルターティは不安と苛立ちを覚える。さらに、離れた場所では、バチカンの警護を任されたスイス衛兵隊隊長、オリヴェッティのもとに監視カメラから奇妙な映像が映し出されていた。そんな中、前教皇の侍従、カルロ・ヴェントレスカのもとにイルミナティを名乗る者から突然の電話が鳴る。かつて科学者を弾圧したキリスト教会に復讐するため、1時間に1人ずつ、拉致した新教皇の有力候補を殺害してゆくという。
殺害が行われる場所のヒントに気付いたラングドンは、殺害を阻止し、盗まれた反物質を発見すべく推理と追跡を開始する。

## 登場人物
- ロバート・ラングドン：ハーバード大学教授、宗教象徴学専門
- ヴィットリア・ヴェトラ：欧州原子核研究機構（セルン）の科学研究者。レオナルドの娘。
- レオナルド・ヴェトラ：ヴィットリアの父親。科学者であると同時に司祭でもある。
- マクシミリアン・コーラー：欧州原子核研究機構の所長。老齢で瞳が薄く濁り、6輪走行の特殊な車いすを使用する。
- カルロ・ヴェントレスカ：前教皇侍従（カメルレンゴ）
- モルターティ：枢機卿。コンクラーベの進行役 大選皇枢機卿。79歳と枢機卿の中では最も高齢。
- オリヴェッティ：スイス衛兵隊 隊長
- ロシェ：スイス衛兵隊副隊長、大尉
- シャルトラン：スイス衛兵隊、少尉
- ガンサー・グリック：BBC記者
- チニータ・マクリ：BBCカメラマン
- バッジア：プリフェリーティ（新教皇の最有力候補）の一人
- ハサシン

## 作品に登場する建築物・美術品
- サン・ピエトロ大聖堂：『ウェスト・ポネンテ（レスピーロ・ディ・ディーオ）』
- システィーナ礼拝堂：『最後の審判』
- パンテオン
- サンタ・マリア・デル・ポポロ教会：『ハバククと天使』
- サンタ・マリア・デラ・ヴィットリア教会：『聖女テレサの法悦』
- バルベリーニ広場：『トリトーネ』
- ナヴォーナ広場：『四大河の噴水』
- サンタンジェロ城